# 莫罗佐夫村
莫罗佐夫村（羅馬化：Posyolok imeni Morozova）是俄罗斯列宁格勒州的市级镇，属弗谢沃洛日斯克区，地处列宁格勒州中部，位于区行政中心弗谢沃洛日斯克东偏南方，在圣彼得堡东、加特契纳东北方。该镇坐落于拉多加湖畔，涅瓦河源头处。
名称来自于科学家、政治人物尼古拉·亚历山德罗维奇·莫罗佐夫。该地2021年人口有10,505人；2010年人口10,873；2002年人口10,677；1989年人口12,347。